# Scopoides
Scopoides Platnick, 1989 è un genere di ragni appartenente alla famiglia Gnaphosidae.

## Distribuzione
Le 18 specie note di questo genere sono state reperite in America settentrionale e centrale, India e Cina: 5 specie sono endemiche del Messico e 4 dell'India.

## Tassonomia
Questo genere ha cambiato nome nel 1989 in quello attuale, in quanto Scopodes Erichson, 1842, già indicava un genere di coleotteri carabidi della tribù Pentagonicini.
Probabilmente le specie asiatiche vanno riesaminate, in quanto ascrivibili ad altri generi.
Non sono stati esaminati esemplari di questo genere dal 2007.
Attualmente, a dicembre 2015, si compone di 18 specie:
1. Scopoides asceticus (Chamberlin, 1924) — Messico
2. Scopoides bryantae (Platnick & Shadab, 1976) — USA, Messico
3. Scopoides cambridgei (Gertsch & Davis, 1940) — USA, Messico
4. Scopoides catharius (Chamberlin, 1922)[2] — USA
5. Scopoides gertschi (Platnick, 1978) — USA
6. Scopoides gyirongensis Hu, 2001 — Cina
7. Scopoides kastoni (Platnick & Shadab, 1976) — USA, Messico
8. Scopoides kuljitae (Tikader, 1982) — India
9. Scopoides maitraiae (Tikader & Gajbe, 1977) — India
10. Scopoides naturalisticus (Chamberlin, 1924) — USA, Messico
11. Scopoides nesiotes (Chamberlin, 1924) — USA, Messico
12. Scopoides ochraceus (F. O. P.-Cambridge, 1899) — Messico
13. Scopoides pritiae (Tikader, 1982) — India
14. Scopoides rostratus (Platnick & Shadab, 1976) — Messico
15. Scopoides santiago (Platnick & Shadab, 1976) — Messico
16. Scopoides tikaderi (Gajbe, 1987) — India
17. Scopoides tlacolula (Platnick & Shadab, 1976) — Messico
18. Scopoides xizangensis Hu, 2001 — Cina

### Sinonimi
- Scopoides pessimisticus (Chamberlin, 1924); posta in sinonimia con S. naturalisticus (Chamberlin, 1924) a seguito di uno studio effettuato dagli aracnologi Platnick & Shadab (1976b), quando gli esemplari portavano ancora la denominazione Scopodes[1].